# 于尔巴尼亚
于尔巴尼亚（法語：Urbanya，法語發音：[yʁbaɲa] ⓘ）是法国东比利牛斯省的一个市镇，属于普拉德区。

## 地理
于尔巴尼亚（42°38'20"N, 2°18'18"E）面积14.4 平方千米，位于法国奧克西塔尼大區东比利牛斯省，该省份为法国大陆部分最南部的省份，涵盖了北加泰罗尼亚，北起奥德省，西接阿列日省和安道尔，南与西班牙接壤，东临地中海。
与于尔巴尼亚接壤的市镇（或旧市镇、城区）包括：莫塞特、科纳、诺埃德。

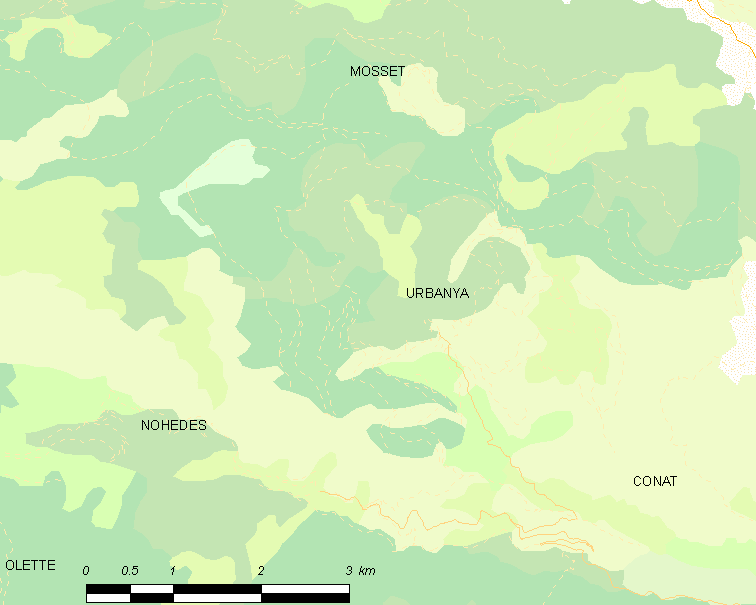
于尔巴尼亚的OSM定位图

于尔巴尼亚的时区为UTC+01:00、UTC+02:00（夏令时）。

## 行政
于尔巴尼亚的邮政编码为66500，INSEE市镇编码为66219。

## 政治
于尔巴尼亚所属的省级选区为加泰罗尼亚比利牛斯县。

## 人口

1962-2008年间于尔巴尼亚人口变化图示

于尔巴尼亚于2022年1月1日时的人口数量为45人。